# Ga Oryu-dong
Ga Oryu-dong (Tiếng Hàn: 오류동역, Hanja: 梧柳洞驛) là ga tàu điện ngầm trên Tàu điện ngầm vùng thủ đô Seoul tuyến 1 nằm ở Oryu-dong, Guro-gu, Seoul. Trong số các ga trung chuyển tốc hành trên đoạn Tuyến Gyeongin của Tuyến 1, đây là ga có số lượng hành khách và hành khách cao nhất, ngoại trừ Ga Sosa là ga trung chuyển.

## Lịch sử
- 18 tháng 9 năm 1899: Bắt đầu hoạt động với việc khai trương Tuyến Gyeongin giữa Incheon ~ Noryangjin
- 30 tháng 5 năm 1959: Tuyến Oryu Dong hoàn thành.
- 15 tháng 9 năm 1965: Di chuyển nhà ga
- 1 tháng 7 năm 1967: Việc bốc dỡ hàng hóa chấm dứt [2]
- 11 tháng 9 năm 1968: Tiếp tục vận chuyển hàng hóa [3]
- 15 tháng 8 năm 1974: Bắt đầu dịch vụ tàu điện ngầm vùng thủ đô
- 19 tháng 12 năm 1986: Mở rộng bến tàu
- 1 tháng 12 năm 2009: Bỏ ga bán vé đường sắt

## Bố trí ga
| ↑ Gaebong | ↑ Gaebong | ↑ Gaebong | ↑ Gaebong | ↑ Gaebong | ↑ Gaebong | ↑ Đi qua | Gaebong ↓ | Gaebong ↓ | Gaebong ↓ | Gaebong ↓ | Gaebong ↓ |
|           |           |           |           |           | １        | \| ３    | ４        |           |           |           |           |
| ↑ Onsu    | ↑ Onsu    | ↑ Onsu    | ↑ Onsu    | ↑ Onsu    | ↑ Onsu    | Đi qua ↓ | Onsu ↓    | Onsu ↓    | Onsu ↓    | Onsu ↓    | Onsu ↓    |

| １ | ● Tuyến 1 | Địa phương | ← Hướng đi Guro · Yongsan · Đại học Kwangwoon · Yeoncheon |
| ２ | ● Tuyến 1 | Tốc hành   | → Đường ray tàu tốc hành                                  |
| ３ | ● Tuyến 1 | Tốc hành   | → Đường ray tàu tốc hành                                  |
| ４ | ● Tuyến 1 | Địa phương | → Hướng đi Bucheon · Songnae · Dongincheon · Incheon →    |

## Xung quanh nhà ga
| Lối ra \| 나가는 곳 \| Exit \| 出口 | Lối ra \| 나가는 곳 \| Exit \| 出口 |
| ----------------------------------- | --- |
| 1                                   | Geumgang Sumokwon APT Dongin APT Trung tâm mua sắm tổng hợp Nambu Woorim Feel You APT Seohae Grand Bleu APT |
| 2                                   | Trung tâm cộng đồng Oryu 2-dong Trung tâm An toàn Công cộng Oryu 2 Trường tiểu học Oryunam Cơ quan An toàn Giao thông Vận tải Hàn Quốc (Trung tâm Kiểm tra Guro) Trường Trung học Kỹ thuật Điện tử Deokil Trung tâm trung chuyển ga Cheonwang (Bãi đậu xe) Khu phức hợp Cheonwangyeonji Maeul 1 |
| 3                                   | Trung tâm cộng đồng Oryu 1-dong Trung tâm an toàn Oryu 1 Trường tiểu học Oryu |
| 4                                   | Ngôi nhà hạnh phúc Oryu-dong Trung tâm nghệ thuật Guro |

## Hình ảnh

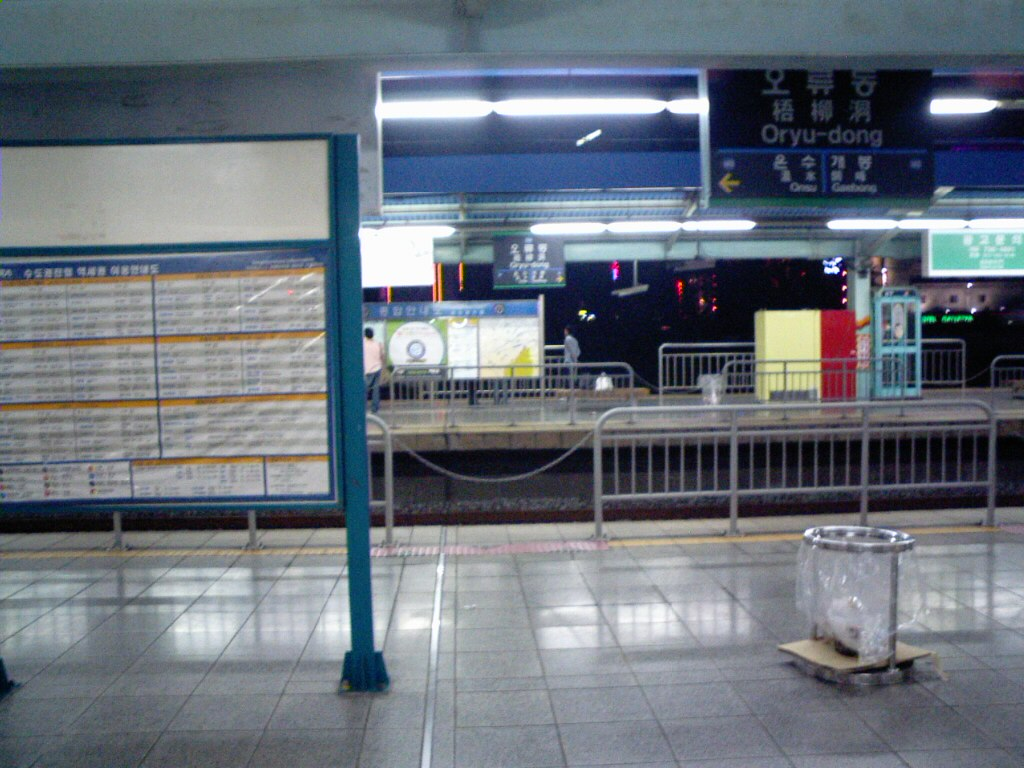
Sân ga (trước khi lắp đặt cửa chắn, trước khi thay bảng tên ga)